# Шутер

Counter-Strike — типовий приклад шутера

Шу́тер (англ. shooter game, від shooter — «стрілець») або стрілянка — жанр відеоігор, піджанр action, основу ігрового процесу якого складає стрілянина по цілях. Часто завданням гравця є знищення усіх цілей на рівні, або/та набір найбільшої кількості очок, а не проходження сюжету.

## Історія

### Зародження
Пращури шутерів з'являлись з 1985 року: «Eidolon» (1985), «Hovertank 3D» (1991), «Catacomb 3-D» (1991). Але справжнім проривом стала гра «Wolfenstein 3D» від «id Software», через статус shareware. Безкоштовна версія гри містила лише один епізод («Escape from Wolfenstein»), що складався з 10 рівнів (поверхів). Комерційний випуск гри мав три епізоди, включаючи перший (новими епізодами були «Operation: Eisenfaust» і «Die, Führer, Die»), а також набір додаткових епізодів «The Nocturnal Missions» (що містить «A Dark Secret», «Trail of the Madman» і «Confrontation»). Таким чином, загальна кількість рівнів Wolfenstein 3D становила 60, по десять рівнів в кожному епізоді.
Гра була випущена на PC і потім портована на комп'ютери Macintosh Apple IIgs, Acorn Archimedes та RiscPC, а також на відеоприставки Super NES, Atari Jaguar, Game Boy Advance та 3DO. Вихідний код був опублікований id Software в 1995 році, що поклало початок традиції розкривати вихідний код рушія кожної старої гри після виходу нового проекту. Пізніше гра була адаптована для Linux. В 1992 році вийшов приквел Wolfenstein 3D (передісторія)Spear of Destiny.

### 1990—2000: Поява лідерів

#### Doom

Процес гри Doom

У 1993 році вийшла перша гра з серії Doom (серія ігор). Розробником також є створивша «Wolfenstein 3D» студія «id Software». Вона багато в чому здійснила визначальний ідейний вплив на подальший розвиток жанру шутерів.
Наступного року була випущена друга частина серії — Doom II: Hell on Earth. Сенс гри як і раніше полягає в тому, щоб шукати спосіб перейти з одного рівня на інший, по дорозі знищуючи чудовиськ шляхом стрілянини.
Основною відмінністю від оригінальної гри стали нові різновиди противників. Єдиною новою зброєю став двоствольний дробовик, який дає залп з 21 дробинки замість семи звичайного дробовика, що робить його особливо ефективним проти демонів, какодемонів та інших ворогів середнього розміру, при стрільбі по віконних прорізах і на ближній дистанції, але після цього досить довго перезаряджається. Новим предметом стала мегасфера (megasphere), сіра куля, яка при взятті збільшує показники здоров'я і броні гравця до 200 %.
Замість трьох невеликих епізодів в Doom, які можна проходити в будь-якому порядку, гра містить один великий епізод із періодичними текстовими сюжетними вставками. Це означає, що гравець не позбавляється добутих зброї, патронів і броні з початком нового епізоду.

#### Quake

Зомбі атакують бійця, жбурляючи в нього шматки своєї мертвої плоті в Quake.

У 1996 році вийшов Quake — шутер від першої особи, розроблений id Software. Quake здійснила прорив у 3D-технологіях, використовуючи текстуровані полігональні моделі замість спрайтів, повністю реалізувавши тривимірний світ замість двовимірної карти з інформацією про висоту (як було в Doom). Quake була однією із небагатьох ігор, що дозволяла грати через Інтернет, а не лише в локальній мережі, що значною частиною зумовило її популярність.
У рушії Quake для визначення зіткнень (Collision detection) і відсікання невидимих багатокутників (Backface culling) використовується технологія BSP.
Досить популярним заняттям серед шанувальників гри є створення мап — тривимірних моделей ігрового простору"Quake. Оскільки безліч інших ігор засновані на Quake engine, технологія створення кмап для них мало відрізняється від технології створення мап для Quake (найчастіше для цього використовуються одні й ті ж програми).

#### Half-Life

Гордон Фрімен бореться з прибульцями, які намагаються вразити його блискавками в Half-Life

У 1998 році новачком ігрової індустрії «Valve Corporation» було випущено Half-Life. Half-Life є шутером від першої особи, що вимагає від гравця виконання бойових завдань і головоломок для просування сюжетом. На противагу більшості шутерів від першої особи свого часу, історія Half-Life показується повністю за допомогою скриптових послідовностей, зберігаючи контроль гравця над персонажем (інколи він обмежений за сюжетом) і можливість бачити «його очима». Half-Life не має окремих рівнів; замість цього гра поділена на глави, в яких майже всі локації безперервно пов'язані між собою. Тобто, гравець завжди на власні очі бачить як переходить з однієї в іншу. Гра регулярно пропонує вирішувати головоломки, такі як переміщення лабіринтом конвеєрних стрічок, або складання ящиків для досягнення виходу.
Гравець керує вченим Гордоном Фріменом, котрий більшість часу одягнений в захисний HEV-костюм. Костюм має броню (максимум 100 пунктів), яка захищає від ворожих атак і агресивного середовища, але сама від цього псується. Її можна відновити збираючи батарейки і зарядити від спеціальних настінних пристроїв. Здоров'я персонажа (як і броня має 100 пунктів) зменшується не тільки від атак, впливу електрики, високої температури чи кислот, а і якщо Гордон довго перебуває під водою. Воно поповнюється аптечками і, наприкінці гри, «лікувальними калюжами».
Це стало новаторством у шутерах. Але спричинило малу популярність інших ігор жанру.

### 2000—2010: Розвиток і зміни

#### Повернення популярності
Після успіху Half-Life шутери на початку 2000-х років не отримували багато уваги. Жанр частково втратив популярність.
Коли вийшла бета версія гри Serious Sam: The First Encounter, вона теж отримала негативні оцінки гравців і критиків. Але студія Croteam з Хорватії продовжила роботу над грою. Після випуску першої частини Serious Sam в 2001 році, гра отримала велику популярність. Різні видання називали її «грою року». Інтерес ігрової спільноти до шутерів повернувся.

#### Створення піджанрів
У міру розвитку жанр шутерів поступово розмивався: у ньому з'явилися елементи рольових ігор (Deus Ex, 2000 рік), тактично-командних (Rainbow Six, 1998 рік), «шпигунських», де основне завдання полягало не сутичках, а, навпаки, переховуванні від ворогів (Thief, 1998 рік).
Але основним напрямком залишалася розробка масштабних і серйозних ігор, що якомога реалістичніше моделювали світ. Як наслідок, шутери стали одним з найвимогливіших до ресурсів комп'ютерів жанром.
Також у «нульові» роки серія Grand Theft Auto перейшла на тривимірну графіку і стала шутером від третьої особи. У результаті цей піджанр отримав велику популярність. У 2000-х роках пік серії відбувся на частині San Andreas.

#### Повернення проектівValve
У 2003 році було випущено гру Counter-Strike 1.6, від розробників Half-Life. З початкових версій гра вважалась модифікацією, але через велику популярність, виросла у комерційний проект. Також Counter-Strike 1.6 потрапила до списку кіберспортивних дисциплін. Наступного року було випущено Counter-Strike: Condition Zero і Counter-Strike: Source. Але ці ігри не змогли перевершити версію 1.6.
У 2004 році відбувся реліз Half-Life 2 на новому рушії — Source. Цього разу гра також отримала позитивні відгуки критиків і гравців. Згодом вийшла і низка доповнень.

#### Нові хіти
У 2004 році шутери зробили потужний прорив на приставках: Microsoft випустила на Xbox гру Halo 2, яка встановила рекорд продажів.
Продовжувалися і експерименти з FPS. У 2005 році F.E.A.R. успішно поєднав шутер від першої особи з атмосферою японських жахів. Пізніше в 2007 році, BioShock від Irrational Games була визнана деякими коментаторами як найкраща гра року за інновації в поданні сюжету і дизайні, а деякі критики назвали її «духовним спадкоємцем» більш ранньої System Shock.
З середини і в другій половині десятиліття Crytek з іграми Far Cry (2004) і Crysis (2007), а також Ubisoft з Far Cry 2 (2008) вийшли на новий рівень в плані графіки і впровадили відкритий дизайн рівнів, в той час як Call of Duty 4: Modern Warfare (2007), Resistance: Fall of Man (2006) і його продовження Resistance 2 (2008) представляли більш лінійні рівні зі швидким темпом проходження, що робило їх схожими на рейкові шутери. У 2006 році Gamasutra повідомив, що шутер від першої особи є одним з найзначніших жанрів відеоігор в плані прибутків для видавців.

### 2010-…
У 2010 було випущено Mass Effect 2. Гра підтримувала перенесення збережень прогресу з Mass Effect: рішення, прийняті гравцем в Mass Effect, впливають на сюжет Mass Effect 2. Також рішення, які були прийняті у цій частині впливали на наступну. Того ж року з'явились відомі ігри від українських розробників S.T.A.L.K.E.R.: Поклик Прип'яті і Metro 2033.
У 2010 році відбувся великий прогрес шутерів від третьої особи, після релізу Mafia II. Популярність піджанру продовжила Grand Theft Auto V у 2013 році. У грі присутні відразу три протагоністи, між якими можна перемикатися майже в будь-який час. У деяких місіях доступно два гравці, в деяких місіях гравця перекидає на інших персонажів скриптом. Вибір персонажа здійснюється за допомогою кругового селектора, де нижній четвертий сектор відведений для персонажа, створеного гравцем в Grand Theft Auto Online. Гра зберегла свою популярність на довгі роки.
У 2016 році у шутерах від першої особи відбулося багато вдалих експериментів. Весною відбувся реліз Overwatch від Blizzard Entertainment. Гра швидко отримала популярність і стала кіберспортивною дисципліною. Гра зосереджена на збройному протистоянні двох команд з 6-и учасників, котрі борються на спеціальних місцевостях (картах) в різних регіонах Землі. Гравець бачить світ гри очима персонажа. Інтерфейс надає інформацію про здоров'я персонажа, зброю, боєзапас, доступні можливості та прогрес команд. Між героями можна переключатися прямо під час місії. Для кожного з них існують унікальні здібності та докладна біографія.
Деякі герої мають щити і броню, які приймають на себе атаки і з часом виснажуться. Після цього ворожі атаки віднімають здоров'я. Коли герой гине, він тимчасово покидає поле бою і згодом повертається. Бій завершується коли всі учасники однієї з команд загинули, або виконано/провалено поставлену мету.
В боях герої збільшують свій рівень розвитку і отримують контейнери з умістом, який дозволяє надати їм більше індивідуальності. В контейнерах знаходяться випадкові предмети, якими гравець змінює вигляд свого персонажа, або віртуальна валюта для покупки бажаних предметів. Кожні 10 рівнів гравець отримує в нагороду рамку для портрета свого героя. За визначні досягнення, такі як отримання 50 рівня чи зіграну 100-у гру, даються медалі. Гравець може переглянути свою статистику, таку як проведений у грі час, скільки він грав за кожного героя, сумарну кількість завданих ушкоджень, число знищень ворожих героїв.
Другою грою стала Superhot. Вона поміщає гравця в мінімалістичне оточення з атакуючими його ворогами. Зброя, підбирається гравцем, має обмежений боєзапас. Після його витрачення гравець повинен шукати інше, або відібрати його у противника. Також гравець може використовувати холодну зброю, або метати у ворогів підручні предмети. Гравець, як і вороги, вмирає з одного попадання, а рівень доводиться починати спочатку. Хоча ігрова механіка типова для більшості шутерів, родзинка гри в тому, що час рухається вперед зі звичайною швидкістю тільки коли гравець рухається або стріляє, в іншому випадку час майже повністю зупиняється. Це відображено в теглайні гри «Час рухається тільки коли рухаєшся ти». Це дає гравцеві можливість вчасно піти з лінії вогню або міняти свої дії в залежності від ситуації. У шутерах часто використовується клавіша «Е», для того, щоб взяти предмет. У Superhot клавіша теж функціонує, але вимикаючи гру. Так розробники поглузували над традиціями жанру.

## Підвиди

### Шутер від першої особи
Шутер від першої особи (англ. FPS) — жанр відеоігор, де основна частина ігрового процесу це знищення ворогів із різноманітної вогнепальної зброї. Характерною особливістю жанру є вид «з очей» головного героя.
Шутери від першої особи виникли тоді, коли з'явилися можливості показувати на плоскому екрані картинку, що відтворювала тривимірний світ, 2.5D або в повноцінному 3D.
Саме з цього підвиду з'явився жанр шутерів.

### Шутер від третьої особи
Шутери від третьої особи являють собою різновид шутера. Ігри цього жанру мають багато подібностей з шутером від першої особи, але відрізняються від них розташуванням ігрової камери — тут вона знаходиться позаду персонажа.
Шутери від третьої особи мають інтерфейс, HUD. Більшість ігор відображають на екрані інформацію про гравця: зброя/обладнання, боєприпаси, здоров'я персонажа, ключові точки (зазвичай стрілкою в напрямку об'єкта), список завдань тощо.

### Shoot 'em up
Shoot 'em up — підвид шутера, в якому гравець, керуючи персонажем або технічним засобом, бореться з великою кількістю ворогів за допомогою стрілянини. Процес гри часто зображений в дуже стилізованої манері. У короткому варіанті, поширеному серед фанатів жанру, має назву «шмап». У Японії такі ігри відомі як «shooting games» («ігри зі стріляниною», також використовується абревіатура «STG»).

### Тактичний шутер
Тактичний шутер — один із піджанрів шутерів. Тактичний шутер може бути з виглядом як від першої, так і від третьої особи. Деякі шутери поєднують вид від першої і третього особи, дозволяючи гравцеві перемикатися між ними. Основна особливість, що відрізняє тактичні шутери від інших — реалістичніша симуляція бойових умов. Важливим аспектом ігрового процесу подібних шутерів є робота в команді, яка може складатися як з інших гравців, так і з комп'ютерних персонажів. Основний акцент у тактичних шутерах робиться на реалістичне моделювання поведінки зброї, здібності персонажа і використанні особливостей місцевості.

### MMOFPS
MMOFPS — різновид комп'ютерних ігор, що поєднує геймплей шутера з виглядом від першої особи з великою кількістю гравців, підключених через Інтернет. Це категорія MMOG, яка також відома як MMOFPRPSG — браузерна онлайнова рольова гра.

## Особливості
Існують критерії, за якими класифікуються піджанри шутерів; Нижче перераховані деякі з основних критеріїв:

### Перспектива
В залежності від того, де знаходиться камера через яку гравець отримує візуальну інформацію, ігри розділяють на шутери від першої особи (FPS), від третьої особи (TPS) та Shoot 'em up («перестріляй їх усіх»). Останній піджанр може включати ігри з фіксованою камерою, якою гравець не може керувати — так звані «рейкові» шутери і тири.

### Реалізм
Цей параметр залежить від того, чи є гра симуляцією подій та ситуацій з реального світу (наприклад військовий конфлікт), чи відбувається у вигаданому сеттингу, та наскільки реалістично гра відтворює фізику об'єктів, балістику та характеристики реально існуючої зброї. Такі шутери відносять до піджанру тактичні шутери.

### Кількість персонажів
Відеоігри, в яких гравець має можливість управляти бригадою солдатів, прямо або віддаючи їм накази, називаються командними шутерами. При цьому гравець сам є частиною цієї бригади.

### Мультиплеєр
Шутери, які зосереджуються на якомусь одному режимі багатокористувацької гри можуть називатися згідно з цим режимом, наприклад кооперативними.

## Найвизначніші ігри
- Wolfenstein 3D
- Doom
- Quake
- Half-Life
- Serious Sam: The First Encounter
- Grand Theft Auto
- Counter-Strike
- Halo 2
- F.E.A.R.
- BioShock
- Crysis
- Far Cry
- Call of Duty
- Battlefield
- Space Invaders
- Galaga
- Brothers in Arms
- Arma 3
- Contra
- Max Payne
- Mass Effect
- Left 4 Dead 2
- S.T.A.L.K.E.R.
- Mafia
- Critical Ops[en]